# Primera División de Nicaragua 2025-2026
La Primera División de Nicaragua 2025-2026, nota anche come Liga Primera 2025-2026, è l'82ª e 83ª edizione della massima serie del campionato di calcio del Nicaragua. Il campionato è iniziato il 17 luglio 2025 e si concluderà nel maggio 2026.
Il campionato è diviso in due tornei separati, l'Apertura e il Clausura, con lo stesso formato e le stesse squadre partecipanti, che decreteranno due campioni nazionali.

## Stagione

### Novità
Dalla scorsa edizione del campionato è retrocesso l'Ocotal, ultimo classificato nella classifica aggregata di Apertura e Clausura. Al suo posto dalla Segunda División è stato promosso il Real Madriz, primo classificato del campionato.

### Formula
Le 10 squadre partecipanti giocheranno due distinti gironi, ognuno con partite di andata e ritorno da 18 giornate, l'Apertura e il Clausura, e al termine di ognuno di essi le prime 6 classificate si qualificano per i play-off, che prevedono tre turni a eliminazione diretta di andata e ritorno. La vincitrice della fase ad eliminazione diretta è campione del periodo.
L'ultima classificata nella classifica aggregata di Apertura e Clausura viene retrocessa in Segunda Division, mentre la penultima gioca uno spareggio promozione/retrocessione contro una squadra di Segunda Division.

## Squadre partecipanti
| Club             | Città     | Stagione precedente                          |
| ---------------- | --------- | -------------------------------------------- |
| Diriangén        | Diriamba  | Campione di Apertura; semifinali di Clausura |
| Deportivo Sebaco | Matagalpa | 1° turno di Apertura; semifinali di Clausura |
| Managua          | Managua   | Semifinali di Apertura; Campione di Clausura |
| Matagalpa        | Matagalpa | 1° turno di Apertura; 1° turno di Clausura   |
| Municipal Jalapa | Jalapa    | 7° in Apertura; 8° in Clausura               |
| Rancho Santana   | Tola      | 9° in Apertura; 9° in Clausura               |
| Real Estelí      | Estelí    | Finale di Apertura; finale di Clausura       |
| Real Madriz      | Somoto    | 1° in Segunda División                       |
| UNAN             | Managua   | 8° in Apertura; 7° in Clausura               |
| Walter Ferreti   | Managua   | Semifinali di Apertura; 1° turno di Clausura |

## Apertura

### Stagione regolare
|  | Pos. | Squadra          | Pt | G | V | N | P | GF | GS | DR |
|  | ---- | ---------------- | -- | - | - | - | - | -- | -- | -- |
|  | 1.   | Diriangén        | 0  | 0 | 0 | 0 | 0 | 0  | 0  | 0  |
|  | 2.   | Deportivo Sebaco | 0  | 0 | 0 | 0 | 0 | 0  | 0  | 0  |
|  | 3.   | Managua          | 0  | 0 | 0 | 0 | 0 | 0  | 0  | 0  |
|  | 4.   | Matagalpa        | 0  | 0 | 0 | 0 | 0 | 0  | 0  | 0  |
|  | 5.   | Municipal Jalapa | 0  | 0 | 0 | 0 | 0 | 0  | 0  | 0  |
|  | 6.   | Rancho Santana   | 0  | 0 | 0 | 0 | 0 | 0  | 0  | 0  |
|  | 7.   | Real Estelí      | 0  | 0 | 0 | 0 | 0 | 0  | 0  | 0  |
|  | 8.   | Real Madriz      | 0  | 0 | 0 | 0 | 0 | 0  | 0  | 0  |
|  | 9.   | UNAN             | 0  | 0 | 0 | 0 | 0 | 0  | 0  | 0  |
|  | 10.  | Walter Ferreti   | 0  | 0 | 0 | 0 | 0 | 0  | 0  | 0  |

Legenda:
      Qualificata ai play-off.

## Clausura

### Stagione regolare
|  | Pos. | Squadra          | Pt | G | V | N | P | GF | GS | DR |
|  | ---- | ---------------- | -- | - | - | - | - | -- | -- | -- |
|  | 1.   | Diriangén        | 0  | 0 | 0 | 0 | 0 | 0  | 0  | 0  |
|  | 2.   | Deportivo Sebaco | 0  | 0 | 0 | 0 | 0 | 0  | 0  | 0  |
|  | 3.   | Managua          | 0  | 0 | 0 | 0 | 0 | 0  | 0  | 0  |
|  | 4.   | Matagalpa        | 0  | 0 | 0 | 0 | 0 | 0  | 0  | 0  |
|  | 5.   | Municipal Jalapa | 0  | 0 | 0 | 0 | 0 | 0  | 0  | 0  |
|  | 6.   | Rancho Santana   | 0  | 0 | 0 | 0 | 0 | 0  | 0  | 0  |
|  | 7.   | Real Estelí      | 0  | 0 | 0 | 0 | 0 | 0  | 0  | 0  |
|  | 8.   | Real Madriz      | 0  | 0 | 0 | 0 | 0 | 0  | 0  | 0  |
|  | 9.   | UNAN             | 0  | 0 | 0 | 0 | 0 | 0  | 0  | 0  |
|  | 10.  | Walter Ferreti   | 0  | 0 | 0 | 0 | 0 | 0  | 0  | 0  |

Legenda:
      Qualificata ai play-off.